# ImageMovers
ImageMovers ist eine US-amerikanische Produktionsfirma für Spielfilme, die ursprünglich 1998 von Robert Zemeckis, Steve Starkey und Jack Rapke gegründet wurde. Nachdem man neben Realfilmen bereits eigene Animationsfilme produziert hatte, wurde 2007 das Animationsstudio ImageMovers Digital gemeinsam mit der Walt Disney Company gegründet, allerdings jedoch bereits 2011 wieder geschlossen. Seitdem wurden bei ImageMovers nur noch Realfilme produziert.

## Geschichte
Cast Away – Verschollen sowie Schatten der Wahrheit waren die ersten Filmprojekte von ImageMovers. Zusammen mit Amblin Entertainment, eine Filmfirma im Besitz von Steven Spielberg, produzierte man den Thriller Monster House.
Einer der erfolgreichsten Filme des Studios war Der Polarexpress aus dem Jahre 2004, der per Motion Capture komplett computeranimiert war. In der Folge wurde die Walt Disney Company auf Zemeckis aufmerksam und handelten mit ihm einen Vertrag über mehrere Filmprojekte aus. Es gibt keine offiziellen Informationen dazu, ob es sich um eine Übernahme von ImageMovers durch Disney oder um ein Joint Venture zwischen Zemeckis bzw. ImageMovers und Disney handelte. Die Aussagen hierzu widersprechen sich selbst in Presse- und Filmmagazin-Artikeln. Der Name der neuen auf Animation spezialisierten Firma war jedenfalls ImageMovers Digital. Das ehemalige ImageMovers wurde offenbar geschlossen.
ImageMovers Digital hat sich auf dreidimensionale Animationsfilme spezialisiert, so wurde etwa 2009 der im Performance-Capture-Verfahren produzierte Film Disneys Eine Weihnachtsgeschichte veröffentlicht.
Am 12. März 2010 kündigte ImageMovers Digital an, 2011 den Betrieb einzustellen. Laut Alan Bergman, dem aktuellen Präsidenten der Walt Disney Studios, passt ImageMovers Digital nicht mehr in das Geschäftsmodell der Walt Disney Company. Nachdem auch der Film Milo und Mars drastisch gefloppt war, stellte Disney im März 2011 die Produktion eines geplanten Yellow Submarine-Remakes ein.
2011 wurde das ehemalige ImageMovers neu eröffnet. Im Oktober sollte der vorerst letzte ImageMovers-Film Real Steel, eine Koproduktion mit DreamWorks und den zur Disney Company gehörenden Touchstone Pictures, erscheinen. Am 2. August 2011 wurde allerdings bekannt gegeben, dass ImageMovers einen Vertrag mit Universal Studios ausgehandelt hat. Zwischen 2011 und 2013 produzierte ImageMovers die Fernsehserie Die Borgias. 2015 erschien Zemeckis' Film The Walk mit Joseph Gordon-Levitt in der Hauptrolle.

## Filme
| Jahr | Film                               | Co-Produzent/Vertreiber                | Budget                      |
| ---- | ---------------------------------- | -------------------------------------- | --------------------------- |
| 2000 | Schatten der Wahrheit              | DreamWorks 20th Century Fox            | 100 Millionen US-Dollar     |
| 2000 | Cast Away – Verschollen            | DreamWorks 20th Century Fox            | 90 Millionen US-Dollar      |
| 2003 | Tricks                             | Warner Bros.                           | 62 Millionen US-Dollar      |
| 2004 | Der Polarexpress                   | Warner Bros.                           | 165 Millionen US-Dollar     |
| 2005 | The Prize Winner of Defiance, Ohio | DreamWorks                             | 12 Millionen US-Dollar      |
| 2006 | Noch einmal Ferien                 | Paramount Pictures                     | 45 Millionen US-Dollar      |
| 2006 | Monster House                      | Columbia Pictures Amblin Entertainment | 75 Millionen US-Dollar      |
| 2007 | Die Legende von Beowulf            | Paramount Pictures                     | 150 Millionen US-Dollar     |
| 2009 | Disneys Eine Weihnachtsgeschichte  | Walt Disney Pictures                   | 175–200 Millionen US-Dollar |
| 2011 | Milo und Mars                      | Walt Disney Pictures                   | 150 Millionen US-Dollar     |
| 2011 | Real Steel                         | DreamWorks Touchstone Pictures         | 110 Millionen US-Dollar     |
| 2012 | Flight                             | Paramount Pictures                     | 31 Millionen US-Dollar      |
| 2015 | The Walk                           | Sony Pictures Entertainment            | 35–45 Millionen US-Dollar   |
| 2016 | Allied – Vertraute Fremde          | Paramount Pictures GK Films            | 85–113 Millionen US-Dollar  |
| 2018 | Willkommen in Marwen               | Universal Studios                      | 39–50 Millionen US-Dollar   |
| 2021 | Finch                              | Universal Studios Amblin Entertainment |                             |